# Famatinanthus decussatus
Famatinanthus decussatus (Hieron.) Ariza & S.E.Freire, 2014 è una specie di pianta angiosperma dicotiledone della famiglia delle Asteraceae. Famatinanthus decussatus è anche l'unica specie del genere Famatinanthus Ariza & S.E.Freire, 2014 e della sottofamiglia Famatinanthoideae S. E. Freire, Ariza & Panero.

## Etimologia
L'epiteto generico si riferisce alla limitata distribuzione geografica della specie nella Sierra de Famatina (La Rioja, Argentina); quello specifico fa riferimento alla particolare disposizione delle foglie lungo il fusto in coppie opposte, ad angolo retto rispetto a quelle sopra o sotto.

## Descrizione
Le specie di questa voce sono piante perenni con portamenti arbustivi (altezza 1,5 - 1,8 metri). I fusti sono frondosi. Sono presenti dei tricomi a forma di "T", decussati.
Le foglie lungo il caule sono sessili e a disposizione opposta. La forma della lamina varia da ellittica a lineare-obovata con base brevemente attenuata; i margini sono interi; gli apici sono acuti; le venature sono pennate; la consistenza è coriacea. Le stipole sono assenti. Dimensione delle foglie:larghezza 2 – 4 mm; lunghezza 9 – 13 mm.
Le infiorescenze sono composte da capolini sessili, omogami, solitari di tipo raggiato. I capolini sono formati da un involucro a forma più o meno campanulata (dimensione: 8 x 10–12 mm) composto da brattee (o squame) all'interno delle quali un ricettacolo fa da base ai fiori (10 o 11 fiori) dimorfici (5 o 6 fiori periferici e 5 o 6 fiori del disco). Le brattee disposte su tre serie in modo embricato sono di vario tipo: quelle esterne hanno delle forme ovate con apice acuto e dorso pubescente (dimensione: 3 x 1,8 mm); quelle più interne hanno delle forme oblunghe con apici acuminati e superficie subglabra (dimensioni: 8 x 2-2,1 mm). Il ricettacolo è nudo.
I fiori sono tetra-ciclici (ossia sono presenti 4 verticilli: calice – corolla – androceo – gineceo) e pentameri (ogni verticillo ha 5 elementi). I fiori sono ermafroditi, actinomorfi (raramente possono essere zigomorfi) e fertili.
- Formula fiorale:

*/x K {\displaystyle \infty }, [C (5), A (5)], G 2 (infero), achenio
- Calice: i sepali del calice sono ridotti ad una coroncina di squame.
- Corolla: la corolla è colorata di crema. Fiori periferici: le corolle sono lunghe 16–17 mm; la forma è bilabiata con il lobo esterno a tre denti, mentre il labbro interno è profondamente trilobato. Fiori del disco: le corolle sono lunghe 15-15,5 mm; la forma è tubulosa con 5 profondi lobi lunghi 7–8 mm, arrotolati e glabri sugli apici.
- Androceo: gli stami sono 5 con filamenti liberi, glabri e distinti, mentre le antere, lunghe circa 10 mm, sono colorate di crema e sono saldate in un manicotto (o tubo) circondante lo stilo. Le antere in genere hanno una forma sagittata con base caudata (lunghezza delle code: 1,8–2 mm). Il polline normalmente è tricolporato a forma da prolata a sferica.
- Gineceo: lo stilo è filiforme; gli stigmi dello stilo sono due divergenti. L'ovario è infero uniloculare formato da 2 carpelli. L'ovulo è unico e anatropo.

I frutti sono degli acheni (dimensione: 5-6 x 1–2 mm) con pappo. La forma dell'achenio in genere è spiraleggiante con superficie setosa. Il pericarpo può essere di tipo parenchimatico, altrimenti è indurito (lignificato) radialmente; la superficie è irsuta o glabra. I pappi, formati da una o 2-3 serie di setole barbate (lunghezza 3–12 mm) decidue o persistenti, sono direttamente inseriti nel pericarpo o connati in un anello parenchimatico posto sulla parte apicale dell'achenio.

## Biologia
- Impollinazione: l'impollinazione avviene tramite insetti (impollinazione entomogama tramite farfalle diurne e notturne).
- Riproduzione: la fecondazione avviene fondamentalmente tramite l'impollinazione dei fiori (vedi sopra).
- Dispersione: i semi (gli acheni) cadendo a terra sono successivamente dispersi soprattutto da insetti tipo formiche (disseminazione mirmecoria). In questo tipo di piante avviene anche un altro tipo di dispersione: zoocoria. Infatti gli uncini delle brattee dell'involucro si agganciano ai peli degli animali di passaggio disperdendo così anche su lunghe distanze i semi della pianta.

## Distribuzione e habitat
La distribuzione di questa specie è endemica dell Ande dell'Argentina, in particolare si trova nella Sierra de Famatina (La Rioja).

## Tassonomia
La famiglia di appartenenza di questa voce (Asteraceae o Compositae, nomen conservandum) probabilmente originaria del Sud America, è la più numerosa del mondo vegetale, comprende oltre 23.000 specie distribuite su 1.535 generi, oppure 22.750 specie e 1.530 generi secondo altre fonti (una delle checklist più aggiornata elenca fino a 1.679 generi). La famiglia attualmente (2021) è divisa in 16 sottofamiglie.

### Filogenesi
Nelle classificazioni precedenti questa specie era descritta all'interno del genere Aphyllocladus Wedd., 1855 (A. decussatus Hieron, 1855). Inizialmente fu inserita nella tribù Onoserideae (sottofamiglia	Mutisioideae), questo in base al suo portamento arbustivo, al capolino solitario di tipo radiato, allo stilo arrotondato all'apice e papilloso dorsalmente e al pappo eteromorfo formato da 2-3 serie di setole. In seguito (2021) il genere è stato elevato al rango di sottofamiglia. Si è scoperto che il genere Famatinanthus ha entrambe le inversioni nel DNA dei cloroplasti come tutte le altre Asteraceae tranne le Barnadesioideae.
Il genere Famatinanthus si distingue dal genere Aphyllocladus per i rami frondosi, decussati con foglie opposte, per i tricomi a "T", le corolle colorate di crema, la particolare forma delle appendici apicali delle antere e gli acheni setosi.
La nuova famiglia Famatinanthoideae nell'ambito della famiglia delle Asteraceae ha una posizione "basale" appena dopo (nel senso evolutivo e della divergenza) la sottofamiglia Barnadesioideae. L'età stimata per questo nodo varia da 56 a 42 milioni di anni fa.
Il numero cromosomico della specie è: 2n = 54.